# Stradner Kogel
Der Stradner Kogel (609 m ü. A.) gehört zu den höchsten Erhebungen im Südosten der Steiermark. Im Oststeirischen Hügel- bzw. Riedelland ist er der höchste Punkt. Er ist vulkanischen Ursprungs und gehört wie die 4 km nördlicher liegenden Gleichenberger Kögel zur langgestreckten transdanubischen Vulkanregion, die sich von Slowenien über das steirische Hügelland zum Burgenland zieht (siehe Pauliberg) und schließlich im Untergrund der pannonischen Tiefebene verschwindet.

## Geographie und Geologie

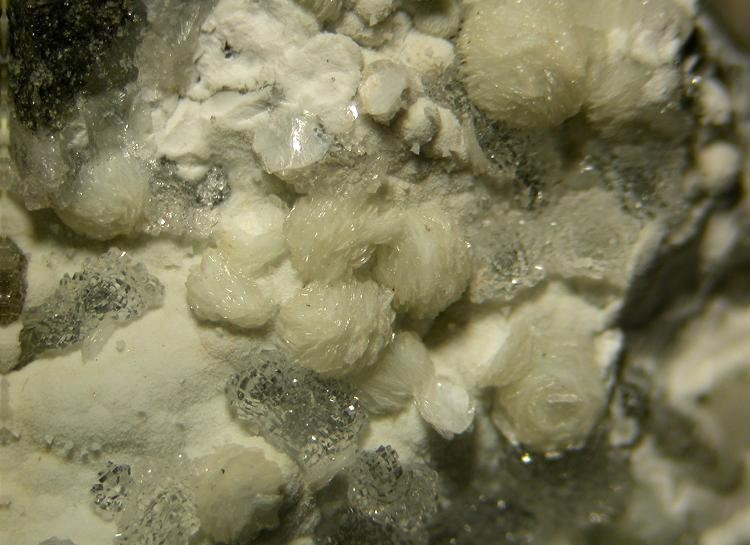
Motukoreait (gelblichweiße, kugelige Aggregate) und Phillipsite vom Stradner Kogel

Der Stradner Kogel liegt im Bezirk Südoststeiermark, drei Kilometer südlich von Bad Gleichenberg und zwischen den Orten Merkendorf, Wilhelmsdorf, und Hochstraden in der Katastralgemeinde Hochstraden der Marktgemeinde Sankt Anna am Aigen. Er zählt zu den Bergen mit der größten Dominanz in Österreich.
Der etwas längliche Bergrücken überragt das Tal des Sulzbaches und das oststeirische Hügelland um 300–400 Meter und bietet eine weite Fernsicht. Am Gipfel befindet sich ein Vermessungspunkt 1. Ordnung.
Die vulkanischen Gesteine des Stradner Kogels entstammen der jüngeren Phases des steirischen Vulkanismus vor rund 2 Millionen Jahren. Wie bei den meisten der vulkanischen Bildungen in der Südoststeiermark aus dieser Zeit handelt es sich auch beim Stradner Kogel im Wesentlichen um ein phreatomagmatisch entstandenes Maar-Diatrem, das jedoch von einem ausgedehnten Lavafluss begleitet wurde. Als Folge davon findet sich im Steinbruch am Stradner Kogel vor allem Nephelinit-Basalt. Von Norden nach Süden ist die Basaltmasse von Hochstraden 8 km lang und 2 km breit. Die Nephelinitdecke erreicht eine Mächtigkeit von 80 Metern und mehr. Der Basalt von Hochstraden gilt als einer der härtesten in Österreich. Der Steinbruch ist außerdem als reichhaltiger Fundort für viele Minerale bekannt wie unter anderem Baryt, Gismondin, Hannebachit, Haüyn, Leucit und den sehr seltenen Motukoreait sowie Spinell und den zur Spinellgruppe gehörenden Mineralen Chromit, Gahnit und Magnetit. Insgesamt sind für diesen Fundort bisher 75 anerkannte Mineralarten dokumentiert (Stand 2018).
Für das Mineral Trattnerit gilt der Stradner Kogel zudem als Typlokalität (erster Fundort).

## Sendeanlage

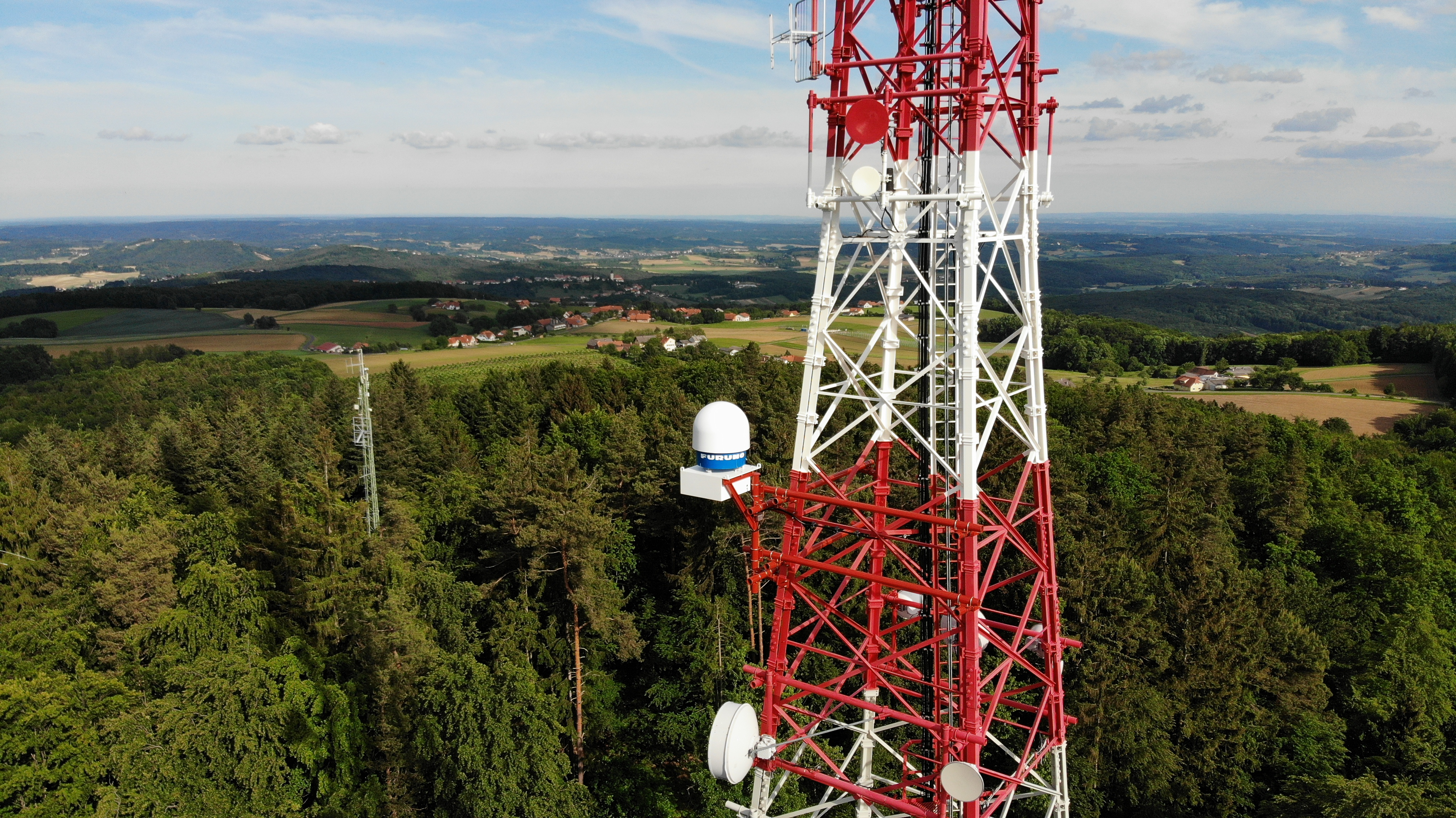
Wetterradar am Stradnerkogel

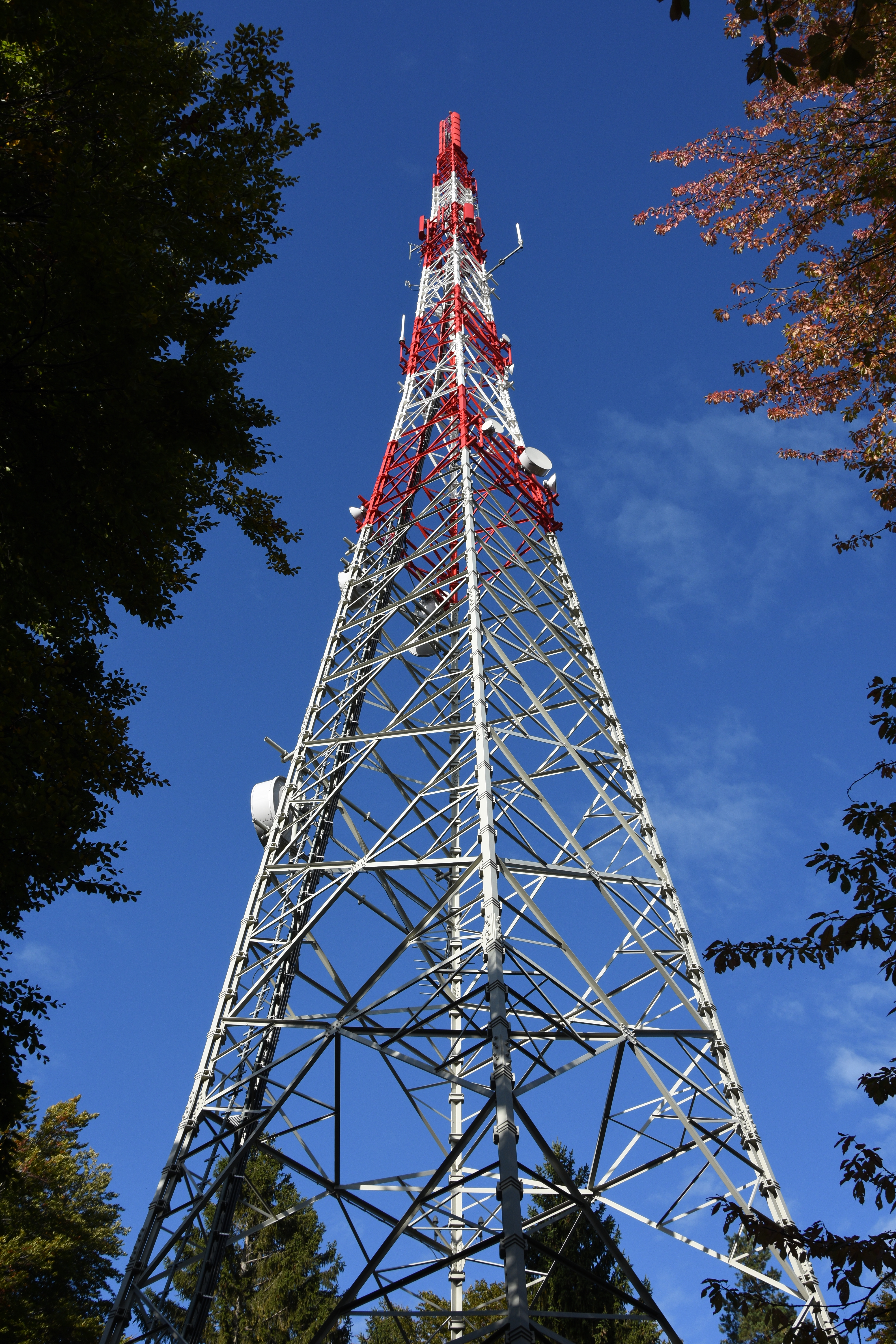
Rundfunksender Stradnerkogel

Auf dem Stradnerkogel befindet sich eine Sendeanlage der ORS Österreichische Rundfunksender GmbH für UKW und TV, genutzt u. a. von ORF, Kronehit Radio, Radio Soundportal. Als Antennenträger wird ein 83 Meter hoher, frei stehender Stahlfachwerkturm verwendet. Ein zweiter, kleinerer, ebenfalls als frei stehender Stahlfachwerkturm ausgeführter Antennenträger trägt unter anderem Antennen für ein Amateurfunkrelais.

## Wetterradar
Seit dem 20. Mai 2020 befindet sich an der nordöstlichen Kante am Mast auf 41 Meter ein FURUNO WR 2120 Wetterradar des Wegener Centers für Klima und Globalen Wandel der Universität Graz. Es dient zur Erforschung von Starkregen und Gewittern sowie deren Veränderungen im Zuge des Klimawandels und ergänzt den Datensatz des bestehenden WegenerNet in der Region Feldbach (Südoststeiermark). Das Radar ist nach Norden ausgerichtet und sendet zwischen 270° (West) bis 90° (Ost) mit 9,4 GHz (Bandbreite 60 MHz). Seine aktuelle Reichweite ist auf das WegenerNet mit einem Radius von 30 Kilometern eingestellt, die maximale Reichweite beträgt 70 Kilometer. Ein wesentliches Merkmal des Radars ist seine geringe Größe mit nur mehr einem Meter Durchmesser, welche durch den Einsatz von Solid-State-Technologie in der Radar-Konstruktion möglich wurde.